# Contea di Charlevoix
La contea di Charlevoix, in inglese Charlevoix County, è una contea dello Stato del Michigan, negli Stati Uniti. La popolazione al censimento del 2000 era di 26 090 abitanti. Il capoluogo di contea è Charlevoix.